# Nilgirihoningvogel
De Nilgirihoningvogel (Dicaeum concolor) is een zangvogel uit de familie
Dicaeidae (bastaardhoningvogels).

## Verspreiding en leefgebied
Deze soort is endemisch in zuidwestelijk India.